# Episodi di Fortitude (prima stagione)
La prima stagione della serie televisiva Fortitude, composta da dodici episodi, è stata trasmessa nel Regno Unito per la prima volta dall'emittente Sky Atlantic dal 29 gennaio al 9 aprile 2015.
In Italia, la prima stagione è andata in onda in prima visione sul canale satellitare Sky Atlantic dal 30 gennaio al 10 aprile 2015, il giorno seguente la messa in onda originale. In Svizzera è stata trasmessa in chiaro dal 14 febbraio al 20 marzo 2016 su RSI LA1.
| nº | Titolo originale | Prima TV UK      | Prima TV Italia  |
| -- | ---------------- | ---------------- | ---------------- |
| 1  | Episode 1        | 29 gennaio 2015  | 30 gennaio 2015  |
| 2  | Episode 2        | 29 gennaio 2015  | 30 gennaio 2015  |
| 3  | Episode 3        | 5 febbraio 2015  | 6 febbraio 2015  |
| 4  | Episode 4        | 12 febbraio 2015 | 13 febbraio 2015 |
| 5  | Episode 5        | 19 febbraio 2015 | 20 febbraio 2015 |
| 6  | Episode 6        | 26 febbraio 2015 | 27 febbraio 2015 |
| 7  | Episode 7        | 5 marzo 2015     | 6 marzo 2015     |
| 8  | Episode 8        | 12 marzo 2015    | 13 marzo 2015    |
| 9  | Episode 9        | 19 marzo 2015    | 20 marzo 2015    |
| 10 | Episode 10       | 26 marzo 2015    | 27 marzo 2015    |
| 11 | Episode 11       | 2 aprile 2015    | 3 aprile 2015    |
| 12 | Episode 12       | 9 aprile 2015    | 10 aprile 2015   |